# 16100 Hausknecht
A 16100 Hausknecht (ideiglenes jelöléssel (16100) 1999 VO30) a Naprendszer kisbolygóövében található aszteroida. A LINEAR projekt keretében fedezték fel 1999. november 3-án.